# Alchemilla chlorosericea
Alchemilla chlorosericea är en rosväxtart som först beskrevs av Bus., och fick sitt nu gällande namn av Sergei Vasilievich Juzepczuk. Alchemilla chlorosericea ingår i släktet daggkåpor, och familjen rosväxter. Inga underarter finns listade i Catalogue of Life.